# 연애는 직진
연애는 직진은 2022년 8월 3일부터 2022년 8월 24일까지 방송된 예능 프로그램이다.

## 기획 의도
같은 취미를 가진 프로그램.

## 진행자
- 송해나
- 유빈
- 윤태진
- 이석훈
- 이현이
- 정세운
- 최여진
- 최윤영